# Antonio Caballero
Antonio Caballero – panamski zapaśnik walczący w obu stylach. Srebrny i brązowy medalista igrzysk Ameryki Środkowej i Karaibów w 1982. Mistrz i wicemistrz igrzysk boliwaryjskich w 1981 roku.